# 黃其晟
黃其晟（？—17世紀），原名黄仲曄，字芝仲，號平墅，又號元眉，福建泉州府同安縣人，明朝、南明政治人物。

## 生平
黃其晟是萬曆四十三年（1615年）乙卯科十三名舉人，天啟二年（1622年）成進士，户部观政，本年擔任內閣中書，七年任顺天同考，授广东道监察御史，崇祯元年（1628年）巡視東城，又巡青。二年巡视陕西茶马，三年出爲江西撫州府知府，四年丁忧归。十年起补南昌府知府，奉旨改名其晟。十六年补任桂林府知府，陞廣西南寧道副使，任內有德政。
永曆帝繼位，讓黃其晟陞任工部右侍郎；永曆二年（1648年）正月，他和蔡世承一同出任兵部左侍郎及右侍郎，但未赴官。之後他跟隨永曆帝到緬甸，被清朝軍隊抓拿入獄六年，回鄉後去世。